# میشل کوریوو
میشل کوریوو (فرانسوی: Michel Corriveau‎؛ ۲۹ ژوئن ۱۹۶۲) موسیقی‌دان و آهنگساز اهل کانادا است. او زادهٔ مونترآل است اما در گراندمق، کبک استان کبک بزرگ شده‌است. وی تا کنون چندین بار نامزد دریافت جایزه جینی، جایزه هنرهای تصویری کانادا و جایزه جمینای بوده‌است.
از فیلم‌ها یا مجموعه‌های تلویزیونی که وی در آن‌ها نقش داشته‌است، می‌توان به ورسای، تنها یک نفس، آنا، بوسه فرانسوی و پیشه: میان زمین و آسمان اشاره نمود.